# General Arenales (partido)
General Arenales (Partido de General Arenales) is een partido in de Argentijnse provincie Buenos Aires. Het bestuurlijke gebied telt 14.876 inwoners.

## Plaatsen in partido General Arenales
- Arribeños
- Ascensión
- Delgado
- Estación Arenales
- Ferré
- General Arenales
- Ham
- La Angelita
- La Pinta
- La Trinidad